# Mactabene Amachree
Mactabene Amachree (Port Harcourt, 30 gennaio 1978) è un'ex cestista nigeriana, professionista nella WNBA.

## Carriera
Con la Nigeria ha disputato i Giochi olimpici di Atene 2004 e due edizioni dei Campionati africani (2005, 2009).